# 浅井栄凞
浅井 栄凞（あさい えいき、安政6年10月28日（1859年11月22日） - 1931年（昭和6年）9月30日）は明治時代の日本の教育者。福井県福井中学校助教諭、済々黌教師、熊本英語学会主幹、文部省総務局詰、第五高等学校学寮掛、細川家家扶。五高時代に夏目漱石と同僚だった。

## 経歴

### 学生時代
安政6年（1859年）10月28日肥後国熊本安巳橋通2丁目に浅井鼎泉の長男として生まれた。明治4年（1871年）3月古照軒国友昌に入門して漢学を学んだ。1875年（明治8年）熊本県立熊本中学校に入学し、普通学を学んだ。
1878年（明治11年）4月上京して箕作秋坪に入門し、英語を学んだ。1879年（明治12年）6月中村正直の同人社に転学し、1881年（明治14年）12月普通英語学科を卒業した。

### 教育活動
1882年（明治15年）7月7日福井県福井中学校一等助教諭となり、英語・地理・歴史を教えた。9月12日福井県福井小学師範学校一等助教諭兼福井中学校1等助教諭となったが、1883年（明治16年）5月2日肺病により退職した。
帰郷して泰勝寺邸内で英語を教えると、英語教育の需要の高まりから生徒が殺到し、立田口久本寺に移って英語・漢文・数学を教えた。1883年（明治16年）9月父が設立に関わった私立済々黌で普通学教師となった。1886年（明治19年）8月辞職し、9月私立熊本英語学会主幹を務めた。
1887年（明治20年）12月27日東京で文部省総務局に出仕した。1889年（明治22年）10月3日臨時帝国議会事務局雇となり、26日文部省を辞職した。1890年（明治23年）8月25日貴族院雇となり、9月11日編纂課に勤務した。
1891年（明治24年）7月20日退職し、熊本に帰郷した。持病の胸部疾患が悪化して死を覚悟し、見性禅寺宗般玄芳に笑って死ねる方法を相談すると、白隠禅師『夜船閑話』を渡され、中に記されていた数息観を実践したところ、快復に向かったため、禅に傾倒するようになった。
1895年（明治28年）6月28日第五高等学校英語科授業を嘱託され、学寮掛を兼務したが、授業を受け持っていた記録はない。8月着任した菅虎雄を伴って見性禅寺に参禅し、1896年（明治29年）4月着任した夏目漱石も虎雄の勧めで同寺で打坐を試みた。1897年（明治30年）1月20日学寮係主任となったが、職員と衝突し、3月31日座骨神経痛を理由に退職した。
1898年（明治31年）6月末頃、漱石の妻鏡子が自殺未遂を起こすと、済々黌時代に生徒だった『九州日々新聞』社長山田珠一の下に急行し、記事に取り上げないよう根回しした。

### 実業の試み
退職後は父鼎泉の第九銀行無限責任社員・監査役となった。葦北郡水俣村の親族の子弟5,6名を生徒に取り、1899年（明治32年）北坪井に家を借りて宏済書院を開き、友人尾関義山の援助を受け、五高時代の同僚黒本稼堂も出講した。
父の死後、1900年（明治33年）第九銀行が倒産すると、債務弁済のため私財を失い、困窮した。安政橋通町に薪炭商を営むも、経営に行き詰まった。
1906年（明治39年）冬頃、父の甥の京城日報社社長阿部充家の斡旋で京城に渡り、太平町の朝鮮家屋で朝鮮人用質屋と郵便所を営んだところ、軌道に乗り、1909年（明治42年）4月家族を呼び寄せた。10月6日には『満韓ところどころ』の旅行中の夏目漱石の訪問を受けた。

### 細川家時代
1909年（明治42年）10,11月頃帰国し、細川護成の招きで細川家家扶となり、横手村北岡の家政所（細川家霊廟）に住み込んだ。1911年（明治44年）頃、胃腸を患い静養した。
1912年（大正元年）秋、小石川区老松町の東京家政所に移った。細川護立の代には赤坂区新坂町別邸で家政監督を務め、箱根山登山にも同行したほか、一条家と京都大徳寺・妙心寺・円福寺にも参禅した。
1930年（昭和5年）退職して帰郷し、黒髪町小磧橋畔に知足庵を営んだが、1931年（昭和6年）9月30日脳溢血で死去した。法名は一枝庵霊山自哲居士。

## 訳書
- 『孝女美談 沙漠の芲』 - 1887年（明治20年）刊。坂本筒蔵共訳。勿陳（リストウ）女史（ソフィー・コタン（フランス語版）[15]）著『ヱリザベス伝記』Élisabeth ou les Exilés de Sibérie英訳本の重訳[16]。

## 人物
無口で地味な人物だった。生来病弱なため、顔色が「うらなりの唐茄子」のように青黄色だった。漱石著『坊つちやん』ではうらなりに顔色が似ている人物として「浅井のおやぢ」が名前のみ登場するほか、『虞美人草』にも浅井姓の人物が登場し、漱石の潜在意識に栄凞の存在があったとも考えられる。
家では正座を崩さず、酒・煙草も飲まず、寝る前には読経を欠かさないなど、禅僧のような生活を送った。居士号は自哲。漱石からは吟行を習ったほか、古市宗安から肥後古流茶道を学び、茶会を開催する時には自ら魚河岸で魚を購入し、襷掛けで料理した。シェイクスピア作品を多数所蔵していた。
書斎に父譲りの王治本筆「環翠舎」の額を掲げていたところ、五高時代の同僚黒本稼堂がこれを気に入らず、旧藩儒片岡朱陵筆「交翠園」の額を渡されたため、これを掲げて交翠園主人と号した。

## 家族
- 父：浅井鼎泉 - 熊本藩重臣、細川家家扶[2]。
- 母：寺井氏[1]
- 弟：中村友雄 - 宇留毛で牧場を経営した[2]。
- 妹：真寿（まじゅ） - 熊本県立熊本高等女学校初代校長会田由義妻[19]。
- 妻：政（まさ）[19]
- 長男：栄名（よしな）[12]
- 三男：浅井栄資（よしすけ） - 東京商船大学長、日本海技協会長[17]。
- 孫：浅井栄暢（よしのぶ） - 二本木で開業医を営む[14]。
- 女中：とめ – 夏目家にも出仕した[19]。
- 女中：とよ – とめの妹。新屋敷裏で駄菓子屋を営んだ[19]。